# Tali Fahima
Tali Fahima (Qiryat Gat, Israel, 8 de febrero de 1976) es una activista israelí pro- Palestina condenada, en 2005, por sus contactos con Zakariya Zubeidi, líder de las Brigadas de los Mártires de Al-Aqsa, responsable de atentados suicidas y otros ataques contra israelíes. Fahima fue acusada de proporcionar información al enemigo y de colaborar con una organización terrorista. Estos cargos conllevan la pena de muerte en Israel.La fiscalía del Estado quería imponer cadena perpetuay finalmente pasó 30 meses en prisión. Ha sido la primera mujer judía encarcelada en arresto administrativo, es decir, detenida y encarcelada por el Estado sin juicio previo. También es la primera israelí detenida por colaboracionismo.
Fahima afirmó a The Guardian justo después de su puesta en libertad: "Mi primer crimen fue rechazar trabajar con el Shin Bet, el segundo fue insistir en ir a ver a los palestinos y el tercero fue protestar contra la política de 'asesinatos israelí".

## Biografía
Tali Fahima nació en Qiryat Gat, una ciudad del Distrito Meridional de Israel, en una familia judía de origen argelino y marroquí. Tras pasar por el servicio militar obligatorio, se trasladó a Tel Aviv y trabajó como secretaria jurídica. Hasta 2003, Fahima votaba el partido conservador Likud, liderado entonces por Ariel Sharon, Primer Ministro de Israel entre 2001 y 2006. Según el Haaretz, esto cambió cuando leyó una entrevista a Zakariya Zubeidi, líder de las Brigadas de los Mártires de Al Aqsa, en la que él explica cómo había pasado de ser activista a convertirse en terrorista. En ese momento, Zubeidi era uno de los principales objetivos a aniquilar por la armada israelí. Además, era una figura mediática desatacada que aparecía en los medios de comunicación, sobre todo gracias a su aparición en el documental Arna's Children. En 2003, militares israelíes habían matado a su madre y a su hermano.
Fahima se interesó por el conflicto palestino y empezó a visitar regularmente la ciudad cisjordana de Jenin, que había quedado devastada en un ataque israelí en el 2003. En esa época habló con muchos milicianos palestinos, entre ellos Zubeidi, y por primera vez escuchó críticas a la ocupación israelí. Ella explicaría más tarde que en mayo de 2004 pasó dos semanas en Jenin acompañando a Zubeidi para evitar que fuera asesinado por los servicios de seguridad israelíes, "dispuesta a actuar como escudo humano".
Una semana antes de que Fahima fuera arrestada, recibió una llamada de un agente del Shin Bet, el servicio de inteligencia de Israel, que la invitó a un encuentro en una estación de policía en Qiryat Gat, su ciudad natal. Fahima rechazó la propuesta.

## Detención
Fahima fue detenida el 8 de agosto de 2004 acusada de apoyar a una organización terrorista, proporcionar información al enemigo y ayudar al enemigo en tiempos de guerra. Shaul Mofaz, el ministro de Defensa, que firmó la orden de detención, dijo que Fahima había participado en "la planificación de un ataque terrorista en Israel". Fue interrogada durante un mes y después permaneció bajo arresto administrativo tres meses. Es la primera mujer judía sometida a una detención ordenada por el Estado sin juicio previo.
Israel creía que Fahima había traducido y leído a las Brigadas de los Mártires de Al-Aqsa material sensible que las Fuerzas de Defensa de Israel habrían perdido en Janin en una operación de mayo de 2004. Cuando este dato de la investigación se hizo público, se inició una polémica en torno a las fuerzas de seguridad israelíes por no haber impedido que documentos importantes terminaran en manos de activistas pro-Palestina.
Durante el arresto, los servicios de seguridad filtraron informaciones a los medios de comunicación donde se insinuaba que Fahima tenía una relación sentimental con Zubeidi, y la prensa se hizo eco, aunque los dos lo habían negado en todo momento.Fue etiquetada de "traidora", "la puta de los árabes" y otros insultos ligados a su condición de mujer, y se convirtió en objeto de escarnio por la opinión pública.

## Sentencia
El 23 de diciembre de 2005 se le atribuyeron cargos menos serios de lo que inicialmente se preveía: tan sólo prevaleció la ayuda al enemigo en tiempos de guerra. Fahima admitió haber mantenido contacto con palestinos con la intención de dañar la seguridad estatal. También admitió haber facilitado información al enemigo y haber violado el orden legal que prohíbe la entrada de los israelíes en territorio palestino controlado por las autoridades, y explicó que había pasado dos semanas en Yenínn en mayo de 2004.
En diciembre de ese mismo año fue acusada de reunirse y ayudar a un agente enemigo y acceder a territorio palestino, y se la condenó a una pena de tres años de cárcel.
En octubre de 2006, con dos tercios de la pena cumplidos, la primera petición por una puesta en libertad anticipada fue denegada por mala conducta. Fue puesta en libertad en enero de 2007, un año antes de lo que preveía la sentencia, por buena conducta. Tiene prohibido abandonar el país, contactar a agentes extranjeros y acceder a las áreas de Cisjordania controladas por palestinos.